# Marcus Williams (fútbol americano)
Marcus Williams (Corona, California, 8 de septiembre de 1996) es un jugador profesional estadounidense de fútbol americano que se desempeña en la posición de safety en Baltimore Ravens, equipo de la National Football League (NFL).

## Carrera
Fue seleccionado en la segunda ronda en la Reunión Anual de Selección de Jugadores de la NFL de 2017. Hizo su debut profesional con el equipo New Orleans Saints, en el cual jugó cinco temporadas (2017-2022), posteriormente pasó a Baltimore Ravens, donde lleva jugando dos temporadas.